# Mammillaria napina
Mammillaria napina je stonkový sukulent z čeledi kaktusovité (Cactaceae). Tento endemit centrálního Mexika roste na malém areálu. Má velká semena. Tento druh je v Mexiku zapsán na červeném listu a je klasifikován jako „ohrožený“ (A: amenazada).